# Darren Criss
Darren Criss   (San Francisco, 5 de febrer de 1987), de nom complet Darren Everett Criss, és un actor, compositor i músic estatunidenc. És especialment conegut pels seus papers al musical A Very Potter Musical i A Very Potter Sequel, així com per interpretar al personatge Blaine Anderson, un estudiant d'institut obertament gay, a la sèrie Glee.

## Biografia
La seva mare és de Cebú, Filipines, on encara hi té família, i el seu pare és d'ascendència irlandesa. Va ser criat com a catòlic i va anar al Stuart Hall for Boys i al Saint Ignatius College Preparatory. Ell ha comentat que en aquesta última es trobava en un clima similar a la que després seria la seva escola de ficció a Glee. Ja de nen Criss tocava diferents instruments, alguns com el violí, la guitarra, el piano, el violoncel, la mandolina o la bateria. Amb el seu germà Chuck tocava la bateria en una banda fins que en Chuck marxà a Nova York per continuar la seva carrera musical ajuntant-se amb la banda d'indie rock Freelance Whales.
Criss va fer el seu debut professional als escenaris a l'edat de 10 anys, fent el paper de Cesario a Fanny. El següent any, Criss va fer de Mauro en una producció de la mateixa companyia del musical de Richard Rodgers i Stephen Sondheim Do I Hear a Waltz, i el 1999 Babes in Arms en què va fer de Beauregard Calhoun.
Criss s'anà llavors a la Universitat de Michigan llicenciant-se el 2009 en Belles Arts de l'actuació.

## Carrera
Darren forma part de la companyia de teatre Team StarKid la qual ha anat combinant junt amb altres papers que anava aconseguint com el de Glee. Aquesta companyia la va formar amb els seus companys d'Universitat mentre hi era. Va aconseguir un gran èxit fent de Harry Potter en el musical anomenat A Very Potter Musical i A Very Potter Sequel, produccions les dues basades en els llibres de J.K.Rowling Harry Potter. A part de representar-les en viu, utilitzaren el portal YouTube pels companys que no havien pogut veure-les, sorprenent-se llavors del fort èxit de visites que tingueren, que impulsaren la companyia.

## Televisió
El 9 de novembre dels 2010, Criss es va unir al repartiment de Glee en l'episodi "Never Been Kissed", fent el paper de Blaine, un estudiant gay de l'Acadèmia Dalton per nois, on un dels protagonistes de la sèrie, Kurt Hummel comença un nou curs. A la sèrie, Blaine és el líder del cor anomenat Warblers i ajuda en Kurt en els seus problemes personals, convertint-se en íntims amics. Atès el gran èxit que tingué s'ha convertit en un dels personatges principals, augmentant en cada capítol no només la seva presència sinó també les cançons interpretades per ell. La primera cançó amb la que s'estrenà a la sèrie fou Teenage Dream interpretada originalment per Katy Perry, i que ràpidament es convertí en núm. 1 de descàrregues a iTunes.
Tot i que ell és heterosexual no té cap mena de problema per interpretar personatges homosexuals, perquè es troba molt integrat en aquesta comunitat que forma part del seu entorn immediat. Considera molt important haver pogut representar aquest paper. En aquesta mateixa línia, ha participat en els projectes solidaris de The Trevor Project, plataforma des de la qual s'intenta ajudar a joves homosexuals.
Cal dir que Darren Criss ja s'havia presentat abans al càsting de Glee per interpretar el paper de Finn però aquest acabà anant a parar finalment a Cory Monteith.
Ha tingut altres aparicions com a convidat especial a Cold Case i a la sèrie Eastwick, on va interpretat el paper de Josh. L'any 2018, va interpretar a Andrew Cunanan, l'assassí de Gianni Versace, a la segona temporada American Crime Story: The Assassination of Gianni Versace, pel qual guanyà un Emmy i un Globus d'or.

## Música
Criss és considerat junt amb A.J. Holmes un dels principals compositors del A Very Potter Musical (2009) i el compositor absolut de la seva seqüela (2010). També ha compost tres cançons per una altra obra de la mateixa companyia anomenada Me and My Dick (2010). Entre les seves obres també trobem l'àlbum de la seva companyia A Very Starkid Album, Starship (2011) i la sèrie web Little White Lie (2007).

## Crèdits professionals

### Pel·lícules
| Year | Title                                   | Role                        | Notes                  |
| ---- | --------------------------------------- | --------------------------- | ---------------------- |
| 2005 | I Adora You                             | Josh                        | Short film, minor role |
| 2009 | Walker Phillips                         | Elliott                     | Short film             |
| 2010 | The Chicago 8                           | Yippee Man                  | Minor role             |
| 2011 | Glee: The 3D Concert Movie              | Blaine Anderson             | Concert documentary    |
| 2012 | Girl Most Likely                        | Lee                         | Feature film debut     |
| 2013 | The Wind Rises                          | Katayama                    | Voice-over role        |
| 2013 | The Tale of the Princess Kaguya         | Sutemaru                    | Voice-over role        |
| 2014 | Stan Lee's Mighty 7                     | Micro                       | Voice-over role        |
| 2015 | Wrestling Isn't Wrestling               | Theatre Audience Member     | Short film             |
| 2019 | Batman vs. Teenage Mutant Ninja Turtles | Raphael                     | Voice; direct-to-video |
| 2019 | Midway                                  | Commander Eugene E. Lindsey |                        |
| 2020 | Superman: Man of Tomorrow               | Clark Kent/Superman         | Voice; direct-to-video |

### Televisió
| Year    | Title                                                       | Role             | Notes                                                          |
| ------- | ----------------------------------------------------------- | ---------------- | -------------------------------------------------------------- |
| 2009    | Eastwick                                                    | Josh Burton      | Recurring role, 5 episodes                                     |
| 2009    | Little White Lie                                            | Toby Phillips    | 11 episodes; also co-songwriter and musical producer           |
| 2010    | Cold Case                                                   | Ruben Harris     | Episode: "Free Love"                                           |
| 2010–15 | Glee                                                        | Blaine Anderson  | Recurring role (Season 2); 14 episodes Main role (seasons 3–6) |
| 2011    | Archer                                                      | Mikey and Tommy  | Voice (episode: "Placebo Effect")                              |
| 2011    | Life of Leopold                                             | Leopold Bonar    | Lead, voice role                                               |
| 2011–12 | The Glee Project                                            | Himself          | 4 episodes                                                     |
| 2012    | Glee: Don't Stop Believing                                  | Himself          | Documentary on Glee                                            |
| 2012    | The Cleveland Show                                          | Hunter           | Voice (episode: "Jesus Walks")                                 |
| 2013    | Web Therapy                                                 | Augie Sayles     | 3 episodes                                                     |
| 2013    | 2013 Teen Choice Awards                                     | Co-host          | Co-hosted with Lucy Hale                                       |
| 2013    | Six by Sondheim                                             | Franklin Shepard | HBO documentary                                                |
| 2014    | Whose Line Is It Anyway?                                    | Himself          | Episode: "Darren Criss"                                        |
| 2015–17 | Transformers: Robots in Disguise                            | Sideswipe        | Voice role                                                     |
| 2015    | American Horror Story: Hotel                                | Justin           | Recurring role, 2 episodes                                     |
| 2016    | Teenage Mutant Ninja Turtles: Turtles Take Time (and Space) | Raphael          | Short (voice role)                                             |
| 2016    | Hairspray Live!                                             | Himself          | Television special, NBC                                        |
| 2017    | Supergirl                                                   | Music Meister    | Episode: "Star-Crossed"                                        |
| 2017    | The Flash                                                   | Music Meister    | Episode: "Duet"                                                |
| 2018    | The Assassination of Gianni Versace: American Crime Story   | Andrew Cunanan   | 9 episodes                                                     |
| 2020    | Saturday Night Seder                                        | Himself          | Television special                                             |
| 2020    | The Disney Family Singalong                                 | Himself          | Television special                                             |
| 2020    | Hollywood                                                   | Raymond Ainsley  | 7 episodes; also executive producer                            |
| 2020    | Royalties                                                   | Pierce           | 10 episodes; also executive producer                           |
| 2020    | Wayward Guide                                               | Ryan Reynolds    | Series regular                                                 |

### Teatre
| Year | Title                                            | Role                     | Venue                         | Notes                                                     |
| ---- | ------------------------------------------------ | ------------------------ | ----------------------------- | --------------------------------------------------------- |
| 1997 | Fanny                                            | Cesario                  | 42nd Street Moon production   | Stage debut                                               |
| 1998 | Do I Hear a Waltz?                               | Mauro                    | 42nd Street Moon production   |                                                           |
| 1999 | Babes in Arms                                    | Beauregard Calhoun       | 42nd Street Moon production   |                                                           |
| 2005 | Shed a Little Light: The Music of James Taylor   | Singer and Musician      | American Conservatory Theater |                                                           |
| 2006 | Paper Canoes                                     | Salmon                   | Zeitgeist Artworks production |                                                           |
| 2009 | A Very Potter Musical                            | Harry Potter             | StarKid Productions           | Lead role, Co-songwriter and composer                     |
| 2009 | Me and My Dick                                   | Italian restaurant owner | StarKid Productions           | Cameo (voice only), Co-songwriter and composer, guitarist |
| 2010 | A Very Potter Sequel                             | Harry Potter             | StarKid Productions           | Lead role, Sole songwriter and composer, Co-producer      |
| 2012 | How to Succeed in Business Without Really Trying | J. Pierrepont Finch      | Broadway                      | Broadway debut; Lead role                                 |
| 2012 | A Very Potter Senior Year                        | Harry Potter             | StarKid Productions           | Lead role, Co-songwriter and composer                     |
| 2015 | Hedwig and the Angry Inch                        | Hedwig Robinson          | Broadway                      | Lead role                                                 |